# Akimbo

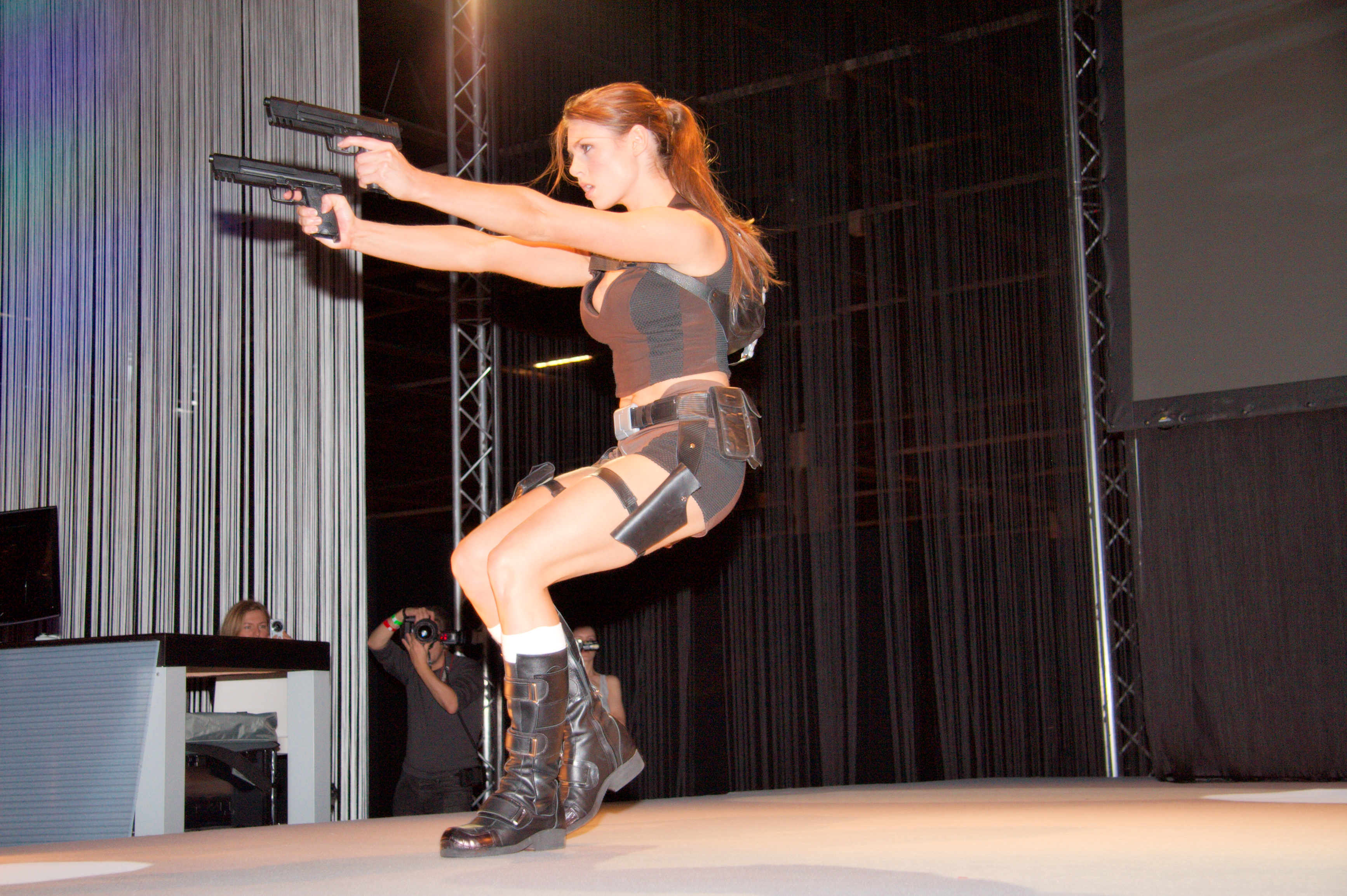
Alison Carroll como Lara Croft em 2008.

Akimbo (originalmente inglês para braços nos quadris) refere-se ao uso ambidestro e simultâneo de armas com as duas mãos em jogos de computador. Geralmente são pistolas ou submetralhadoras. Tais combinações de armas são frequentemente encontradas em jogos de tiro em primeira pessoa sob nomes como "Dual Berettas", "pistolas Akimbo", "estilo Akimbo" e similares. O estilo Akimbo também não é incomum em vários jogos de RPG.

## História
A ideia de portar duas armas de fogo ao mesmo tempo surgiu no Velho Oeste, pois os revólveres na época só portavam munição de seis tiros e não eram engatilhados automaticamente. Prevalecia sobre o chamado "fanning": a arma era rapidamente engatilhada com as duas mãos pelo atirador, batendo rapidamente no cão com a outra mão. A vantagem estava na capacidade de mira mais precisa. Enquanto engatilhava uma arma, a outra podia ser disparada, dobrando a cadência de tiro.
No cinema e na televisão, o termo Akimbo foi adotado pela primeira vez em filmes ocidentais. Ao longo da década de 1970, isso apareceu frequentemente em filmes do diretor japonês Kinji Fukasaku; por exemplo Gendai yakuza:hito-kiri yota (Mafioso de Rua, 1972) e Jingi no hakaba (Alugados Pelo Inferno, 1975) – (remake de 2002 por Takashi Miike) etc.
No final dos anos 1980, foi apresentado principalmente pelo diretor chinês John Woo em filmes de ação, principalmente estrelado pelo ator Chow Yun-Fat, com ênfase no efeito dramático sobre a praticidade. O uso como dispositivo estilístico (tiroteios sem sentido nas ruas estreitas e quintais de Hong Kong à noite, etc.), posteriormente as produções de Hollywood também recorreram a ele.
Um dos primeiros jogos de computador a usar a técnica akimbo foi o jogo de tiro em primeira pessoa Rise of the Triad, lançado em dezembro de 1994. A marca registrada de Lara Croft, a protagonista de Tomb Raider, tinha como marca registrada as duas pistolas FN Browning Hi-Power, que também foram usadas intensamente nas adaptações cinematográficas (nestes e em jogos mais recentes antes do reboot de 2013, existem duas pistolas Heckler & Koch USP Match) e usadas como um atrativo para fins promocionais da série.
Também na série Serious Sam existem muitas armas akimbo. Em Serious Sam II, havia apenas dois revólveres em jogo normal que poderiam ser usados com akimbo, mas os mods da comunidade tornaram todas as armas utilizáveis em akimbo.
Em Grand Theft Auto: San Andreas, é possível desenvolver uma habilidade de arma dentro de um elemento de RPG, o que permite akimbo com algumas armas. Novamente, esse recurso foi expandido pela comunidade.
No jogo de computador Heavy Metal FAKK 2, publicado em 2000, as duas armas puderam ser controladas separadamente pela primeira vez. O videogame da Infinity Ward/Activision de novembro de 2009, Call of Duty: Modern Warfare 2, também incorpora esse estilo. Os jogos Wolfenstein: The New Order, Wolfenstein: The Old Blood e Wolfenstein II: The New Colossus também oferecem essa possibilidade. É possível ter ambas as armas equipadas em diferentes modos de disparo (rajada de fogo – tiro único).
No filme de 2019, Guns Akimbo, o protagonista, um nerd de computador interpretado por Daniel Radcliffe, se vê trancado em um duelo de vida ou morte com duas pistolas aparafusadas nas mãos depois de enfrentar as pessoas erradas online.